# Prince of Darkness (Ozzy Osbourne)
Prince of Darkness è una raccolta del cantante heavy metal Ozzy Osbourne, pubblicato nel 2005 dalla Epic Records.

## Descrizione
Consiste in un cofanetto di quattro dischi: i primi due sono composti da vari brani della carriera di Osbourne, comprendenti quelli in studio, dal vivo, demo e b-sides. Il terzo contiene vari duetti con altri artisti mentre il quarto è un disco di sole cover, registrato proprio per questo box-set. Sempre in questo cd è presente un'altra versione di Changes (brano di Vol.4 dei Black Sabbath), cantata da Osbourne assieme alla figlia Kelly.

## Tracce

### Disco 1
1. "I Don't Know (Live)" (Ozzy Osbourne, Bob Daisley, Randy Rhoads) – 5:02
2. "Mr. Crowley" (Ozzy Osbourne, Bob Daisley, Randy Rhoads) – 4:56
3. "Crazy Train" (Ozzy Osbourne, Bob Daisley, Randy Rhoads) – 4:49
4. "Goodbye To Romance (Live)" (Ozzy Osbourne, Bob Daisley, Randy Rhoads) – 5:24
5. "Suicide Solution (Live)" (Ozzy Osbourne, Bob Daisley, Randy Rhoads) – 7:58
6. "Over The Mountain" (Ozzy Osbourne, Randy Rhoads, Bob Daisley, Lee Kerslake) – 4:32
7. "Flying High Again (Live)" (Ozzy Osbourne, Bob Daisley, Randy Rhoads, Lee Kerslake) – 4:26
8. "You Can't Kill Rock N' Roll" (Ozzy Osbourne, Randy Rhoads, Bob Daisley) – 6:43
9. "Diary Of a Madman" (Ozzy Osbourne, Randy Rhoads, Bob Daisley, Lee Kerslake) – 6:13
10. "Bark at The Moon (Live)" (Ozzy Osbourne) – 4:23
11. "Spiders"  (Ozzy Osbourne) – 4:28
12. "Rock 'N' Roll Rebel"  (Ozzy Osbourne) – 5:22
13. "You're No Different"  (Ozzy Osbourne) – 5:49

### Disco 2
1. "Ultimate Sin (Live)" (Ozzy Osbourne, Bob Daisley, Jake E. Lee) – 4:43
2. "Never Know Why (Live)" (Ozzy Osbourne, Bob Daisley, Jake E. Lee) – 4:43
3. "Thank God For The Bomb (Live)" (Ozzy Osbourne, Bob Daisley, Jake E. Lee) – 4:00
4. "Crazy Babies" (Ozzy Osbourne, Zakk Wylde, Randy Castillo, Bob Daisley) – 4:15
5. "Breakin' All The Rules" (Ozzy Osbourne, Zakk Wylde, Bob Daisley, John Sinclair, Randy Castillo) – 5:12
6. "I Don't Want To Change The World (Demo)" (Ozzy Osbourne, Zakk Wylde, Lemmy Kilmister) – 3:56
7. "Mama, I'm Coming Home (Demo)" (Ozzy Osbourne, Zakk Wylde, Lemmy Kilmister) – 4:08
8. "Desire (Demo)" (Ozzy Osbourne, Zakk Wylde, Lemmy Kilmister) – 5:01
9. "No More Tears" (Ozzy Osbourne, Zakk Wylde, Randy Castillo, John Purdell, Mike Inez) – 7:23
10. "Won't Be Coming Home (S.I.N.) (Demo)" (Ozzy Osbourne, Zakk Wylde, Randy Castillo) – 4:59
11. "Perry Mason (Live)" (Ozzy Osbourne, Zakk Wylde, John Purdell) – 5:56
12. "See You On The Other Side (Demo)" (John Purdell, Duane Baron, Ozzy Osbourne, Zakk Wylde) – 6:34
13. "Walk On Water (Demo)" (Ozzy Osbourne, Jim Vallance) – 4:41
14. "Gets Me Through (Live)" (Ozzy Osbourne, Tim Palmer) – 4:28
15. "Bang Bang (You're Dead)" (Ozzy Osbourne, Tim Palmer, Scott Humphrey) – 4:33
16. "Dreamer" (Ozzy Osbourne, Marti Frederiksen, Mick Jones) – 4:45

### Disco 3
1. "Iron Man" (Geezer Butler, Tony Iommi, Ozzy Osbourne, Bill Ward) – 5:26 - Ozzy Osbourne con i Therapy?
2. "N.I.B." (Geezer Butler, Tony Iommi, Ozzy Osbourne, Bill Ward) – 5:58 -Ozzy Osbourne con i Primus
3. "Purple Haze" (Jimi Hendrix) – 4:22 - Ozzy Osbourne con Zakk Wylde, Randy Castillo e Geezer Butler
4. "Pictures Of Matchstick Men" (Francis Rossi) – 6:02 - Ozzy Osbourne con i Type O Negative
5. "Shake Your Head (Let's Go To Bed)" (Don Was, David Was, Jarvis Stroud) – 3:55 - Ozzy Osbourne con i Was (Not Was)
6. "Born to Be Wild" (Mars Bonfire) – 3:29 - Ozzy Osbourne con Miss Piggy
7. "Nowhere To Run (Vapor Trail)" (Earl Simmons, Jack Blades, John Eaton, Ken Jordan, Ozzy Osbourne, Russell Jones, Rick Rubin, Scott Kirkland) – 4:44 - Ozzy Osbourne with The Crystal Method, DMX, Ol' Dirty Bastard e Fuzzbubble
8. "Psycho Man" (Ozzy Osbourne, Tony Iommi) – 5:18 - Ozzy Osbourne con i Black Sabbath
9. "For Heaven's Sake 2000" (Bob Marlette, Darryl Hill, Elgin Turner, Jason Hunter, Ozzy Osbourne, Robert Diggs, Tony Iommi) – 4:57 - Ozzy Osbourne con Tony Iommi and Wu-Tang Clan
10. "I Ain't No Nice Guy" (Lemmy Kilmister) – 4:15 - Ozzy Osbourne con i Motörhead
11. "Therapy" (Mike Muir, Robert Trujillo) – 3:25 - Ozzy Osbourne con gli Infectious Grooves
12. "Stayin' Alive" (Barry Gibb, Robin Gibb, Maurice Gibb) – 4:39 - Ozzy Osbourne con Dweezil Zappa
13. "Dog, The Bounty Hunter" (Ozzy Osbourne, Mark Hudson) – 0:53

### Disco 4
1. "21st Century Schizoid Man" (King Crimson) – 3:52
2. "Mississippi Queen" (Mountain) – 4:09
3. "All the Young Dudes" (David Bowie) – 4:36
4. "In My Life" (Beatles) – 3:29
5. "Fire" (Arthur Brown) – 4:09
6. "For What It's Worth" (Buffalo Springfield) – 3:20
7. "Sympathy for the Devil" (Rolling Stones) – 7:12
8. "Working Class Hero" (John Lennon) – [3:24)
9. "Good Times" (Eric Burdon) – 3:46
10. "Changes" (Black Sabbath) – 4:06 - Ozzy Osbourne con Kelly Osbourne